# Хомороаде
Хомороаде (рум. Homoroade) — комуна у повіті Сату-Маре в Румунії. До складу комуни входять такі села (дані про населення за 2002 рік):
- Кілія (280 осіб)
- Некопой (255 осіб)
- Солдуба (348 осіб)
- Хомороду-де-Жос (366 осіб)
- Хомороду-де-Міжлок (476 осіб) — адміністративний центр комуни
- Хомороду-де-Сус (305 осіб)

Комуна розташована на відстані 425 км на північний захід від Бухареста, 22 км на південний схід від Сату-Маре, 103 км на північний захід від Клуж-Напоки.

## Населення
За даними перепису населення 2002 року у комуні проживали 2030 осіб.
Національний склад населення комуни:
| Національність | Кількість осіб | Відсоток |
| -------------- | -------------- | -------- |
| румуни         | 1966           | 96,8%    |
| угорці         | 35             | 1,7%     |
| німці          | 28             | 1,4%     |

Рідною мовою назвали:
| Мова      | Кількість осіб | Відсоток |
| --------- | -------------- | -------- |
| румунська | 1971           | 97,1%    |
| угорська  | 33             | 1,6%     |
| німецька  | 25             | 1,2%     |

Склад населення комуни за віросповіданням:
| Релігія        | Кількість осіб | Відсоток |
| -------------- | -------------- | -------- |
| православні    | 1738           | 85,6%    |
| п'ятдесятники  | 138            | 6,8%     |
| римо-католики  | 75             | 3,7%     |
| греко-католики | 45             | 2,2%     |
| реформати      | 23             | 1,1%     |
| не релігійні   | 2              | 0,1%     |
| атеїсти        | 1              | < 0,1%   |

## Зовнішні посилання
- Дані про комуну Хомороаде на сайті Ghidul Primăriilor [Архівовано 11 вересня 2010 у Wayback Machine.]